# B-70
B-70 (Б-70) é uma fração petrolífera de baixa ebulição obtida pela destilação do óleo a base de naftênicos-aromáticos, sendo constituída por gasolina desaromatizada. Inicialmente, a gasolina B-70 era destinada a motores de pistão de aeronaves durante a pré-guerra. Não apresenta chumbo e possui baixo teor de enxofre dissolvido. A gasolina Б-70 é uma gasolina usada como solvente orgânico universal, sendo não-tóxico. A gasolina de aviação B-70 é combustível nos motores de aeronaves AI-14R e M-11k.
É um dos solventes, para espessamento, usados nas conchas incendiárias ЗБ-500/500Р.